# Еллінізація

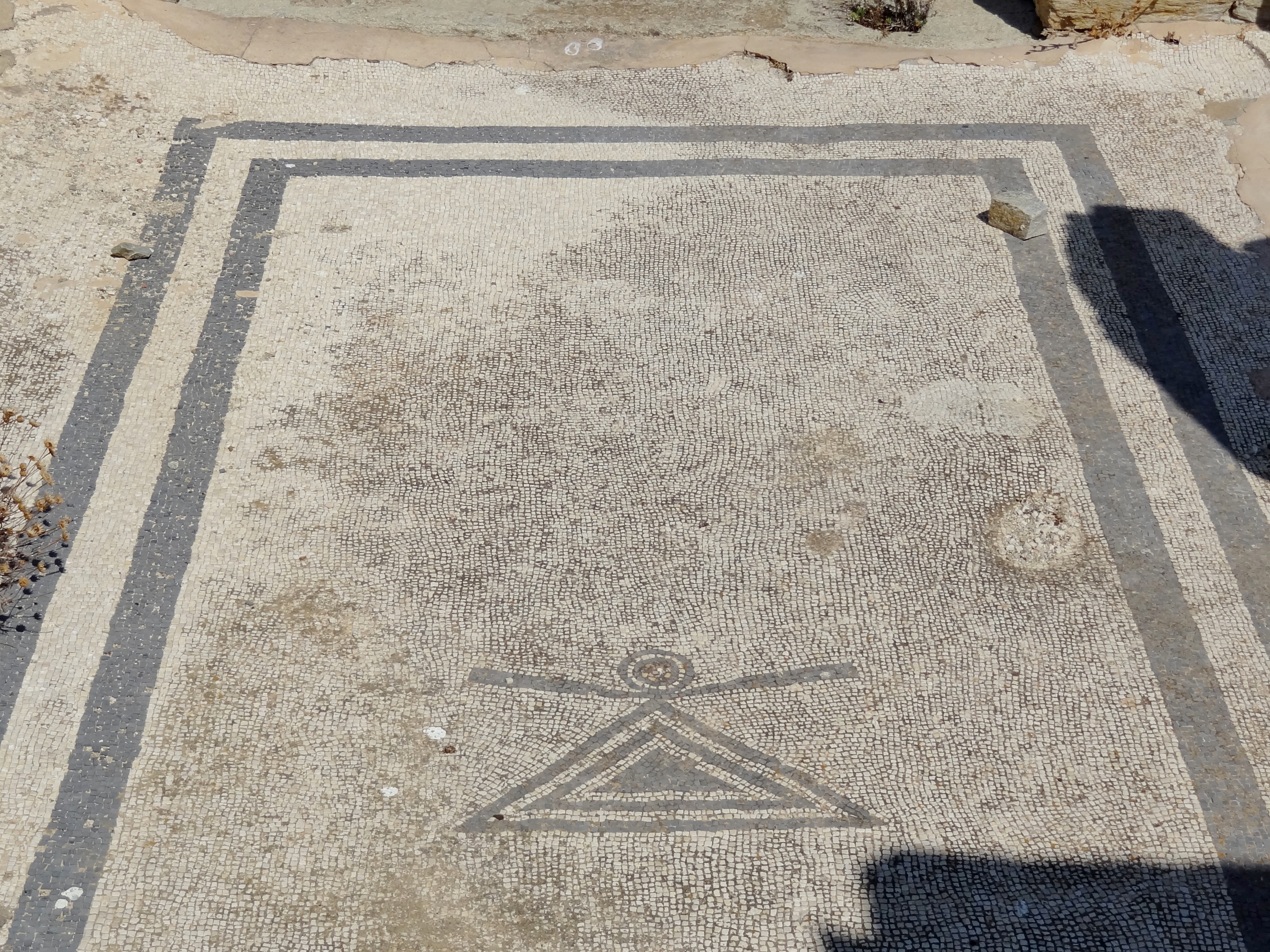
Одна з мозаїк Делоса, Греція, що має символ пунійсько-фінісійської Богині Таніт

Еллінізація — процес прийняття грецької культури, релігії, мови та ідентичності негрецькими народами. В античний період колонізація часто призводила до еллінізації корінних народів; в елліністичний період багато територій, завойованих Александром Македонським, були еллінізовані; за часів Східної Римської (Візантійської) імперії значна частина її території була еллінізована.

## Етимологія
Перше відоме вживання дієслова, що означає «еллінізувати», було в грецькій мові (дав.-гр. ἑλληνίζειν) і належить Фукідіду (V ст. до н.е.), який писав, що амфілохійські аргівці були еллінізовані амбракійцями, що свідчить про те, що це слово, можливо, вже означало щось більше, ніж перехід з інших мов на грецьку. Схоже слово, еллінізм, яке часто використовується як синонім, вживається у Другій книзі Макавеїв (бл. 124 р. до н.е.) та в Дії апостолів (бл. 80–90 рр. н.е.) на позначення чогось явно більшого, ніж переходу на грецьку мову.

## Північне Причорномор'я
З античних часів Північне Причорномор'я було стародавньою колонією греків. Вже у IV-ІІІ ст. до н.е. простежуються тенденції, для всього тубільного населення Криму, потужніх процесів еллінізації, які простежуються як у столиці пізніх скіфів Неаполі, так і у віддалених гірських селищах.
Так Пантікапей був однією з ранніх грецьких колоній у Криму, та був заснований вихідцями з Мілету близько 600 до н. е.. До того часу, як кіммерійські колонії організувалися у Боспорське царство, значна частина місцевого корінного населення була еллінізованаї, що відобразилось у їхній матеріальній культурі. 